# 1956 год в истории железнодорожного транспорта
1956 год в истории железнодорожного транспорта

## События
- 29 июня — Лев Сергеевич Лебедянский открыл торжественный митинг, посвящённый одновременно выпуску Коломенским заводом последнего паровоза (П36-0251) и первого тепловоза (ТЭ3-1001)[1].
- 19 октября — Ворошиловградский паровозостроительный завод переименован в тепловозостроительный. Весной этого же года завод выпустил свой первый тепловоз ТЭ3[2].
- В Словакии открыта Детская железная дорога в Кошице.
- В СССР открыт первый участок Узкоколейной железной дороги Кимрского торфопредприятия.
- В СССР принят Генеральный план развития электрификации железных дорог.[3]
- Основан Саранский вагоноремонтный завод.

## Новый подвижной состав
- НЭВЗ начал выпуск электровозов ВЛ23, призванных заменить ВЛ22М. Массовая эксплуатация ВЛ23 в качестве магистральных локомотивов завершилась лишь к середине 1990-х годов.
- На Мытищинском вагоностроительном заводе освоен серийный выпуск вагонов типа Д для метрополитена, на которых была установлена комбинированная автосцепка.[3]
- В Китае выпущен первый паровоз серии QJ, созданный на базе советского ЛВ.
- В Австрии на заводах компании Jenbacher Werke освоен выпуск мотовозов МГ1.
- В США на заводах компании ALCO освоен выпуск тепловозов RSD-15.